# 茅野佐智恵
茅野 佐智恵 （ちの さちえ、1975年6月11日 - ）は、日本の元モデル、元女優。千葉県浦安市出身。身長156cm。血液型はO型。日出女子学園高等学校卒業。

## 略歴
1989年に3代目リハウスガールに選ばれ、その後女優として主に1990年代前半に活躍した。

## 出演

### ドラマ
- あいつがトラブル 第3話（1989年、フジテレビ系）
- NHK大河ドラマ『翔ぶが如く』（1990年、NHK） - 西郷菊子 役
- 世にも奇妙な物語 「噂のマキオ」（1990年4月19日、フジテレビ系）
- 狙撃 THE SHOOTIST 2（1990年公開） ※Vシネマ
- 金曜日の食卓（1991年、NHK）
- 腕におぼえあり2（1992年、NHK） - おきみ 役
- NIGHT HEAD 第8話（1992年）ゲスト
- ツインズ教師（1993年、テレビ朝日系） - 佐々木真美 役
- 朝の連続テレビ小説『走らんか!』（1995、NHK） - 山崎澄子 役
- 月曜ドラマスペシャル『雪の大雪山殺人事件』（1996年08月26日、TBS系/HBC製作） - 今野なつみ 役
- 御家人斬九郎 第2シリーズ 第7話「白魚の吉次」（1997年2月19日、フジテレビ系） - 千江 役
- 恋、した。 / PM6:31 アースクェイク（1997年07月21日、テレビ東京系）
- 月曜ドラマスペシャル『叫ぶ骨 -札幌・大沼・羊蹄山殺人行-』（1997年08月18日、TBS系/HBC製作） - 今野なつみ 役

### CM
- 不二家 「ペコちゃんグッズ」プレゼントキャンペーン（1989年）
- 三井不動産販売 『三井のリハウス』3代目リハウスガール（1989年）
- 日本マクドナルド マクドナルド『スーパーサイズポテト』（1990年）
- 愛媛みかん（1989年-1990年）

## CD

### アルバム
- 走りだす瞬間（とき）（1991年5月22日、Sony Records SRCL-1784）[1]
  - 日曜日は散歩／いつか･･･／くちづけ／走りだす瞬間（とき）／明日への輝き／片想い／ありふれた場面でも／あこがれ／草野球／ふられたかな･･･?／最初の風

### シングル
- くちづけ／ いつか…（1991年4月25日、Sony Records SRDL-3261）[2]